# Lagen om massans bevarande

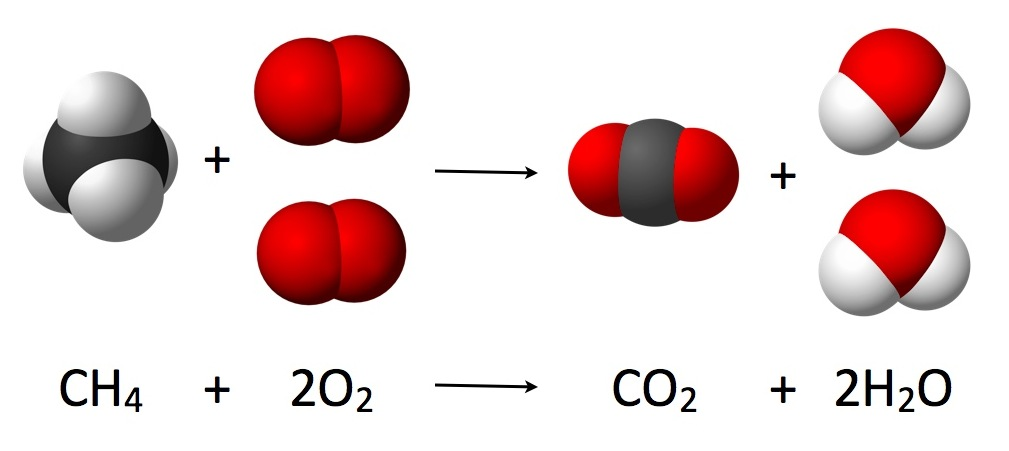
Förbränning av metan där fyra väteatomer, fyra syreatomer och en kolatom förekommer före såväl som efter reaktionen. Den totala massan förblir oförändrad.

Inom fysik och kemi säger Lagen om massans bevarande eller masskonserveringsprincipen, att massan i ett slutet system är konstant. När en kemisk reaktion sker i ett slutet system, är vikten av de ingående komponenterna lika med vikten av produkterna. Detta gäller också enligt termodynamikens första huvudsats.
Lagen innebär att massa varken kan skapas eller förstöras, även om den kan arrangeras om i rymden, eller att de enheter som ingår i den kan ändras i form. I kemiska reaktioner, är till exempel massan av de kemiska komponenterna före reaktionen lika med massan av komponenterna efter reaktionen. Under alla kemiska reaktioner och termodynamiska processer med låg energi i ett isolerat system måste den totala massan av reaktanterna, eller utgångsmaterialen, vara lika med massan av produkterna.
Begreppet masskonservering används i stor utsträckning inom många områden som kemi, mekanik och vätskedynamik. Historiskt sett visades masskonservering i kemiska reaktioner främst på 1600-talet och bekräftades slutligen av Antoine Lavoisier i slutet av 1700-talet. Utformningen av denna lag var av avgörande betydelse för utvecklingen från alkemi till den moderna naturvetenskapen om kemi.
I verkligheten håller bevarandet av massa bara ungefär och anses vara en del av en serie antaganden inom klassisk mekanik. Lagen måste modifieras för att följa lagarna för kvantmekanik och speciell relativitet enligt principen om mass-energiekvivalens, som säger att energi och massa bildar en bevarad storhet. För mycket energirika system har bevarandet av massa visat sig inte hålla, vilket är fallet i kärnreaktioner och partikel-antipartikelförintelse i partikelfysik.
Massa bevaras i allmänhet inte heller i öppna system. Så är fallet när olika former av energi och materia släpps in i eller ut ur systemet. Men såvida inte radioaktivitet eller kärnreaktioner är inblandade, är mängden energi som strömmar ut ur (eller kommer in i) sådana system som värme, mekaniskt arbete eller elektromagnetisk strålning vanligtvis för liten för att kunna mätas som en minskning (eller ökning) av systemets massa.
För system som inkluderar stora gravitationsfält måste allmän relativitet beaktas. Sålunda blir mass-energibevarande ett mer komplext begrepp, föremål för olika definitioner, och varken massa eller energi är så strikt och enkelt bevarad som fallet är i speciell relativitet.

## Formulering och exempel
Lagen om massans bevarande kan bara formuleras i klassisk mekanik, där energiskalorna förknippade med ett isolerat system är mycket mindre än  mc2, där m är massan av ett typiskt objekt i systemet, mätt i referensramen där objektet är i vila, och c är ljusets hastighet.
Lagen kan formuleras matematiskt inom områdena strömningsmekanik och kontinuummekanik, där bevarandet av massa vanligtvis uttrycks med hjälp av kontinuitetsekvationen, given i differentialform.
Tolkningen av kontinuitetsekvationen för massa är följande: För en given sluten yta i systemet är förändringen av massan som omges av ytan lika med massan som korsar ytan under något tidsintervallet, positivt om materia går in och negativt om materia går ut. För hela det isolerade systemet innebär detta tillstånd att den totala massan M, summan av massorna av alla komponenter i systemet, inte förändras över tiden, det vill säga
{\displaystyle {\frac {{\text{d}}M}{{\text{d}}t}}={\frac {\text{d}}{{\text{d}}t}}\int \rho \,{\text{d}}V=0,}
där dV är differentialen som definierar integralen över hela systemets volym.
Kontinuitetsekvationen för massan är en del av Eulers ekvationer för vätskedynamik. Många andra konvektion-diffusionsekvationer beskriver bevarandet och flödet av massa och materia i ett givet system.
Inom kemi bygger beräkningen av mängden reaktant och produkter i en kemisk reaktion, eller stökiometri, på principen om bevarande av massa. Principen innebär att under en kemisk reaktion är den totala massan av reaktanterna lika med den totala massan av produkterna. Till exempel i följande reaktion
CH4 + 2O2 → CO2 + 2H2O
där en molekyl metan (CH4) och två syremolekyler O2 omvandlas till en molekyl koldioxid (CO2) och två vatten (H2O). Antalet molekyler som resulterar från reaktionen kan härledas från principen om bevarande av massa, eftersom initialt fyra väteatomer, fyra syreatomer och en kolatom är närvarande (liksom i sluttillståndet). Sålunda måste antalet producerade vattenmolekyler vara exakt två per producerad molekyl koldioxid.
Många tekniska problem löses genom att följa massfördelningen av ett givet system över tiden, en metod som är känd som massbalans.

## Generalisering

### Speciell relativitet
I speciell relativitetsteori gäller inte bevarandet av massa om systemet är öppet och energi försvinner. Den fortsätter dock att gälla för helt slutna (isolerade) system. Om energi inte kan avgå från ett system kan dess massa inte minska. I relativitetsteorin, så länge som någon typ av energi hålls kvar i ett system, uppvisar denna energi massa.
Massa måste också skiljas från materia, eftersom materia kanske inte är perfekt konserverad i isolerade system, även om massa alltid är konserverad i sådana system. Emellertid är materia så nära bevarad i kemin att kränkningar av bevarande av materia inte mättes förrän i kärnteknikåldern, och antagandet om bevarande av materia förblir ett viktigt praktiskt begrepp i de flesta system inom kemi och andra studier som inte involverar de höga energier som är typiska för radioaktivitet och kärnreaktioner.

### Allmän relativitet
I allmän relativitet kommer den totala invarianta massan av fotoner i en expanderande volym av rymden att minska, på grund av rödförskjutningen av en sådan expansion. Bevarandet av både massa och energi beror därför på olika korrigeringar gjorda på energi i teorin, på grund av den förändrade gravitationella potentiella energin hos sådana system.